# Väike-Maarja
El municipio de Väike-Maarja —en estonio: Väike-Maarja vald— es una entidad municipal rural de Estonia, situada en el condado de Lääne-Viru. Tiene una población de 5421 habitantes —a fecha de 1 de enero de 2009— y una superficie de 457,39 km².

## Relaciones internacionales
- Finlandia: desde 1989.[3]
- Kaarma, Estonia: desde 1921.[3]
- Noruega: desde 1994.[3]
- Sonkajärvi, Finlandia: desde 1997.[3]
- Dinamarca: 1995–2007.[3]

## Galería

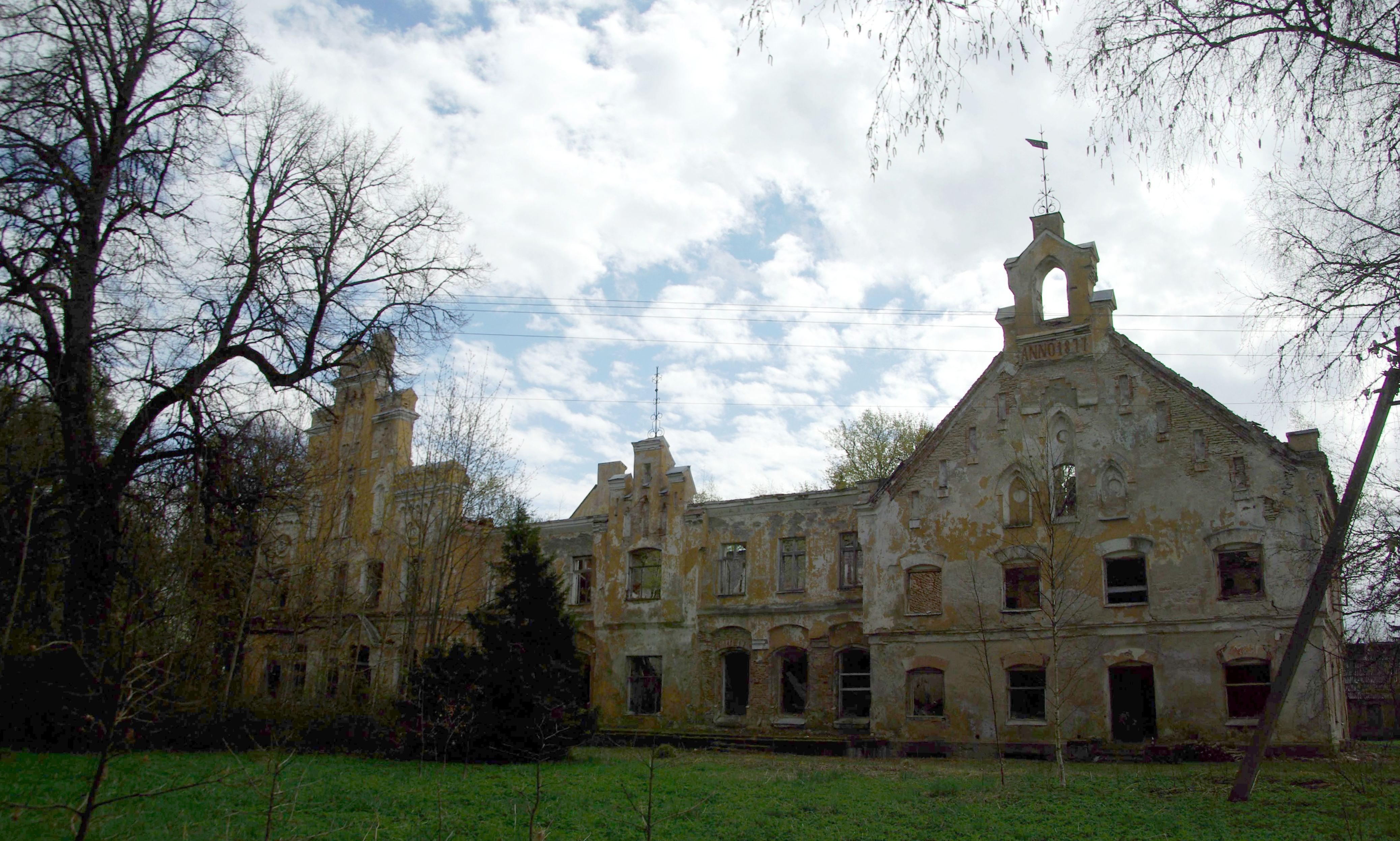
Ruinas de la mansión de Aavere.
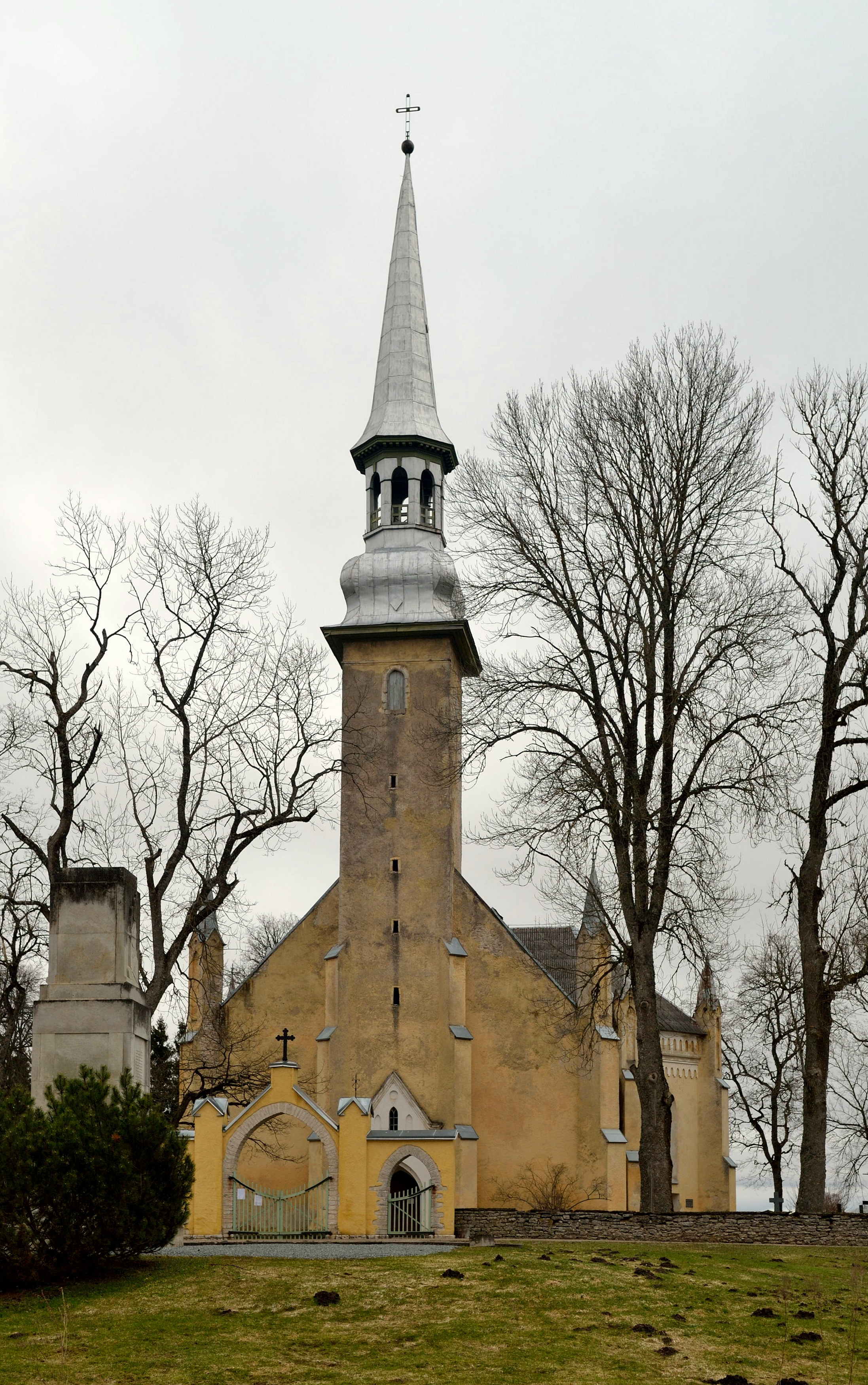
Iglesia de Simuna.
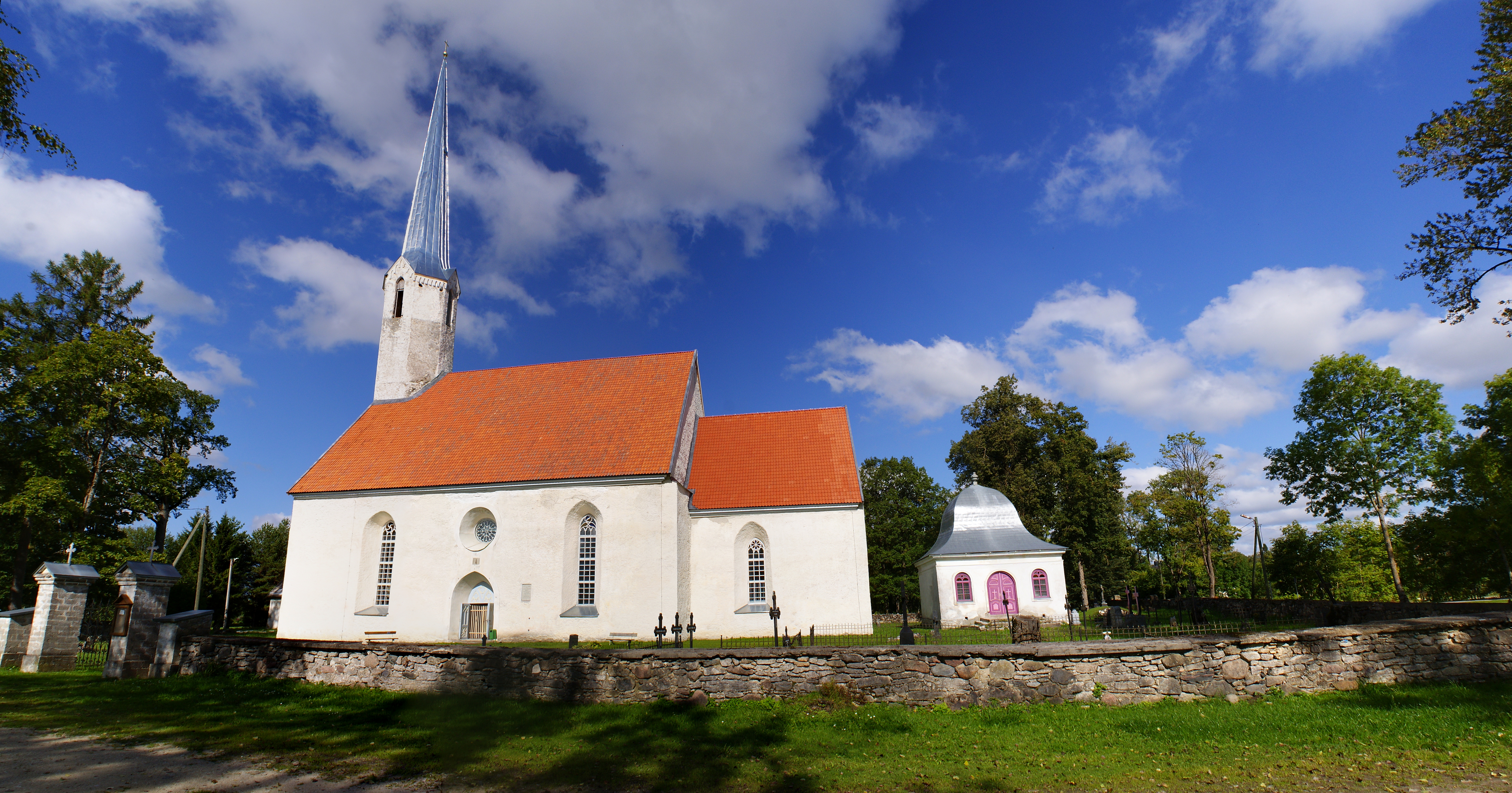
Iglesia de Väike-Maarja,
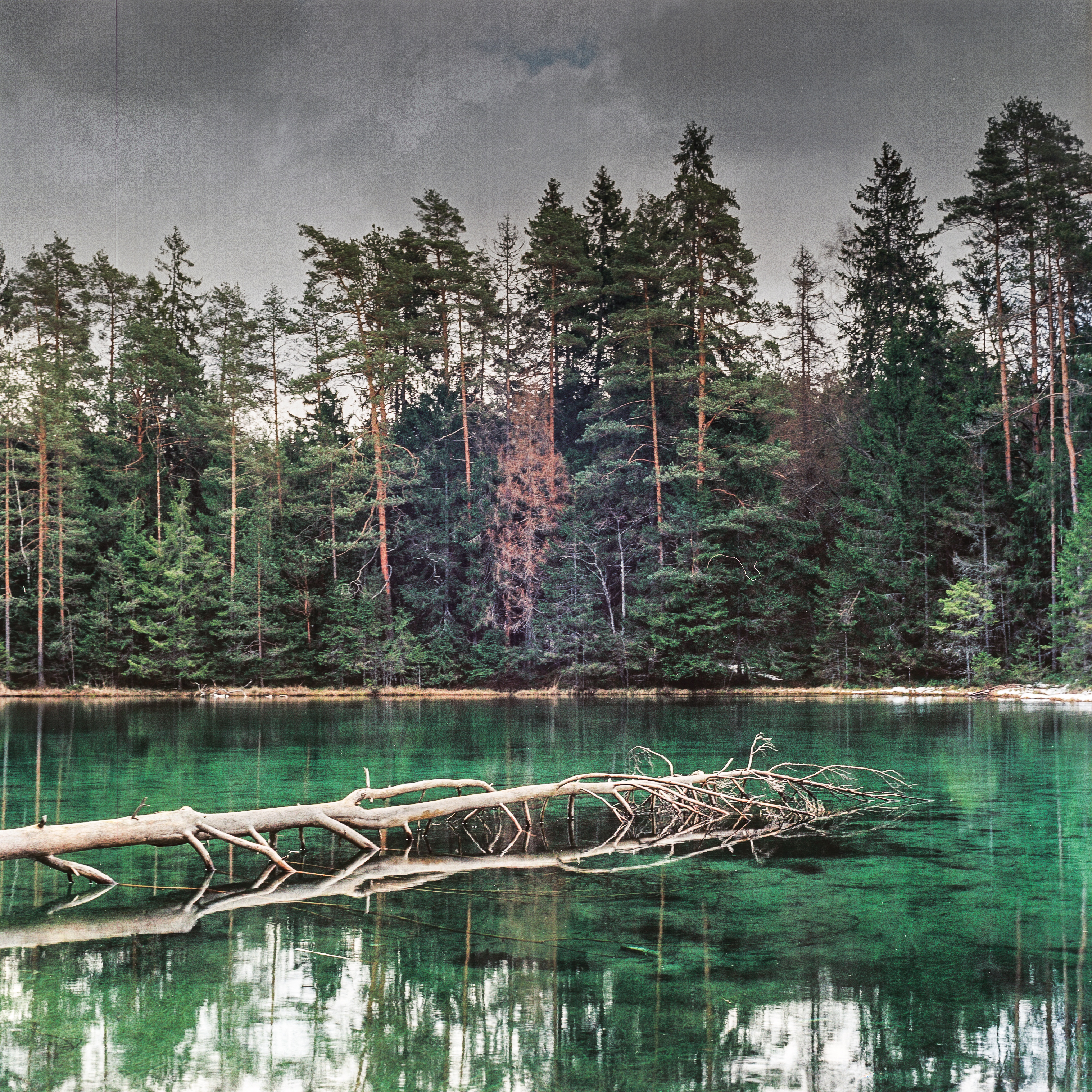
Lago Azul de Äntu.
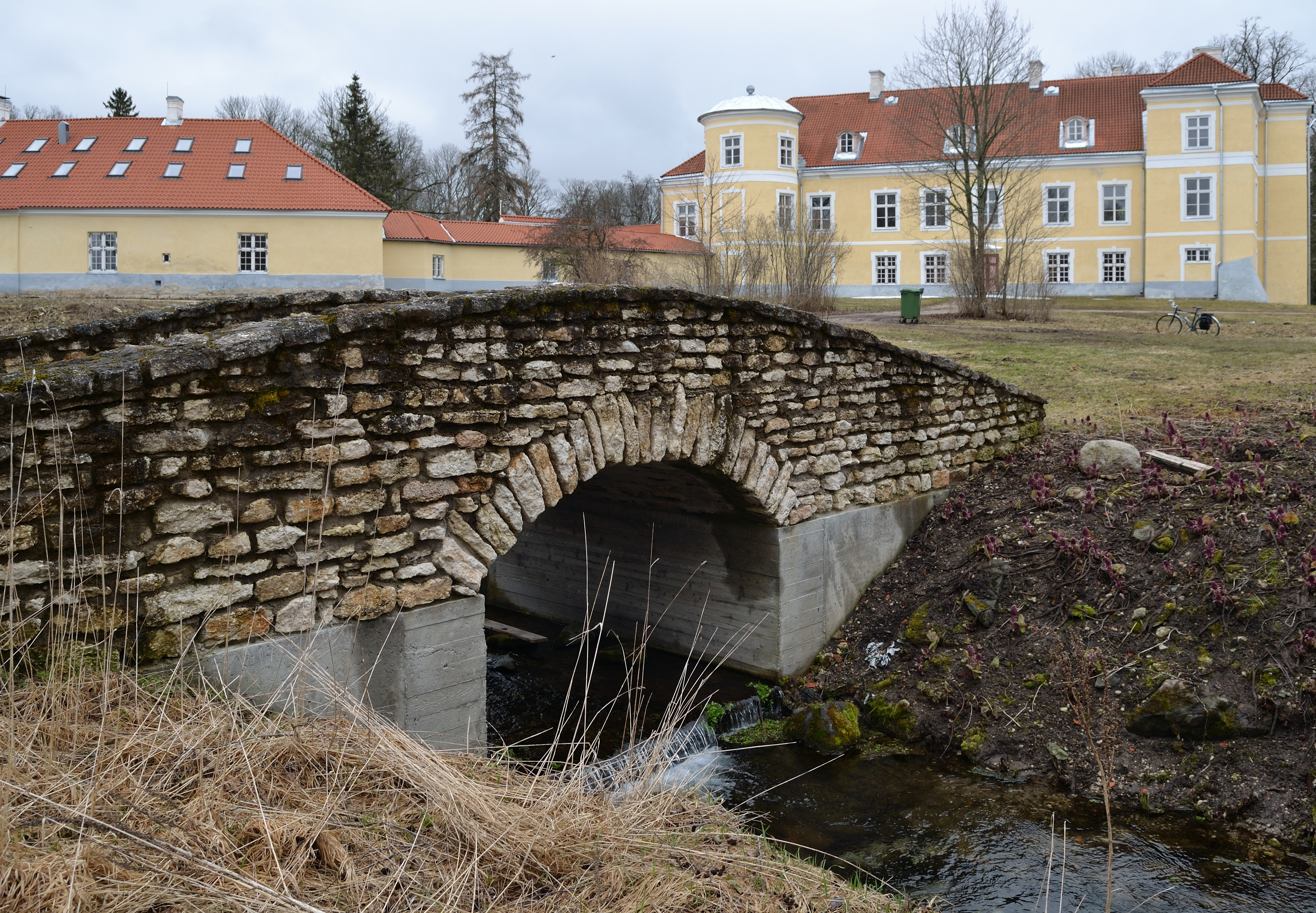
Puente de piedra en el parque señorial de Kiltsi.
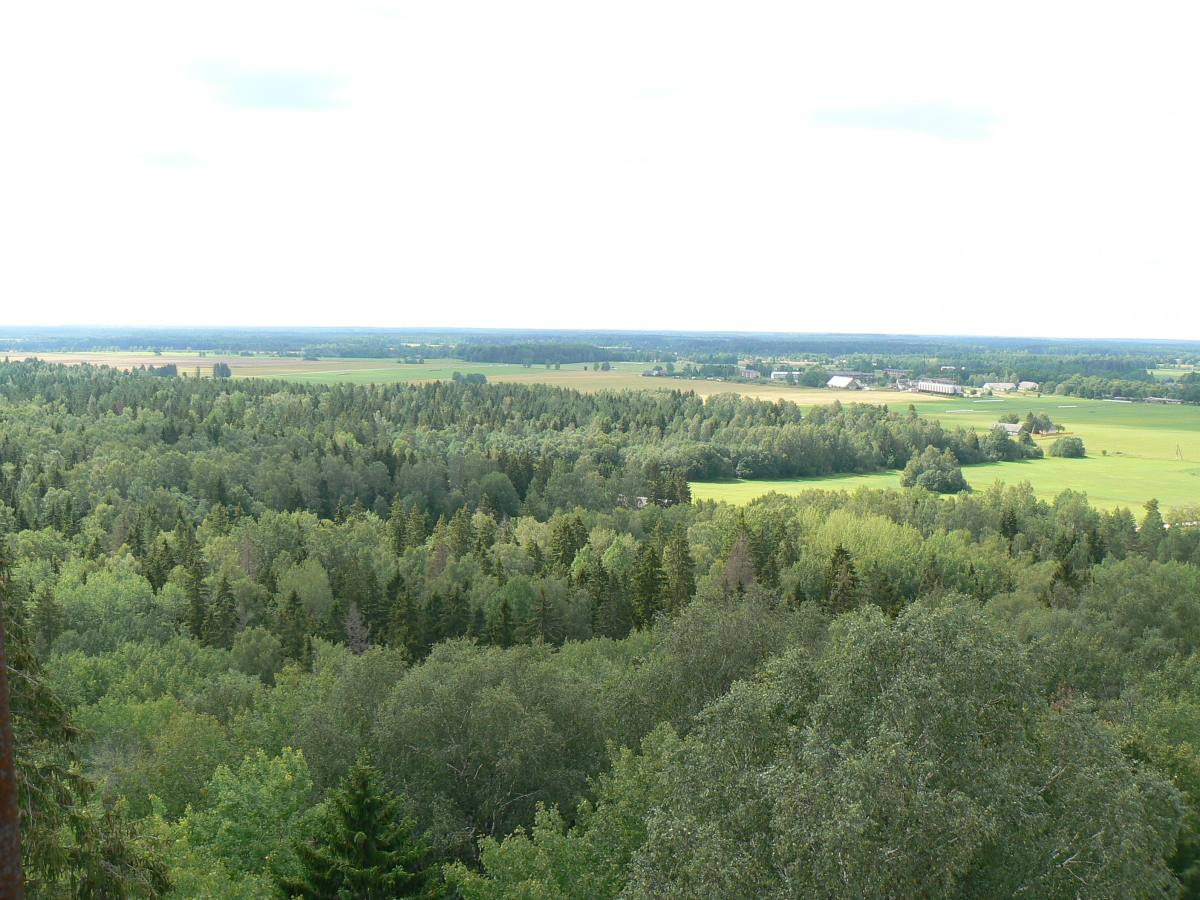
Vista desde Ebavere Hill.